# Weißenbach am Lech
Weißenbach am Lech ist eine Gemeinde im Bezirk Reutte in Tirol (Österreich) mit 1256 Einwohnern (Stand 1. Jänner 2024).

## Geografie
Der langgestreckte Ort Weißenbach liegt an der Einmündung des Tannheimer Tals in das Lechtal, am Fuß des Gaichtpasses. Dort münden der Weißenbach (vom Tannheimer Tal) und der Rotlech in den Lech.

### Gemeindegliederung
Das Gemeindegebiet umfasst folgende zwei Ortschaften (Einwohner Stand 1. Jänner 2024):
- Gaicht (27)
- Weißenbach am Lech (1229)

### Nachbargemeinden
| Nesselwängle Tannheim                           |                                             | Ehenbichl Höfen Reutte Wängle |
|                                                 | Kompassrose, die auf Nachbargemeinden zeigt |                               |
| Forchach Hinterhornbach Stanzach Vorderhornbach |                                             |                               |

## Geschichte
Ein römerzeitlicher Grabfund im Weißenbacher Oberhof zeugt von einer frühen Bedeutung des Ortes. Der Ort Weißenbach wurde im Jahr 1200 erstmals urkundlich erwähnt. Es werden in dieser im Kloster St. Mang zu Füssen ausgestellten Urkunde Abgaben festgelegt und es heißt darin: lateinisch Zim Wizibach, zi Rutin, de his tribus hominibus i. ‚von den drei Leibeigenen beim Wizibach in der Rodung das selbe‘. Mit der Rodung (Rutin) ist nicht Reutte gemeint, sondern eine näher am Lech gelegene Freifläche – womöglich ist es die bis ins 18. Jh. auf‘m Reitl genannte.
Im Mittelalter verlief die Salzstraße von Hall in Tirol in den Bodenseeraum durch den Ort.

### Bevölkerungsentwicklung
Die Nähe zum zehn Kilometer entfernten Reutte erzeugte Ende des 20. Jahrhunderts ein stärkeres Siedlungswachstum. Nach 1991 blieb zwar die Geburtenbilanz positiv, es setzte aber eine leichte Abwanderung ein.

## Kultur und Sehenswürdigkeiten

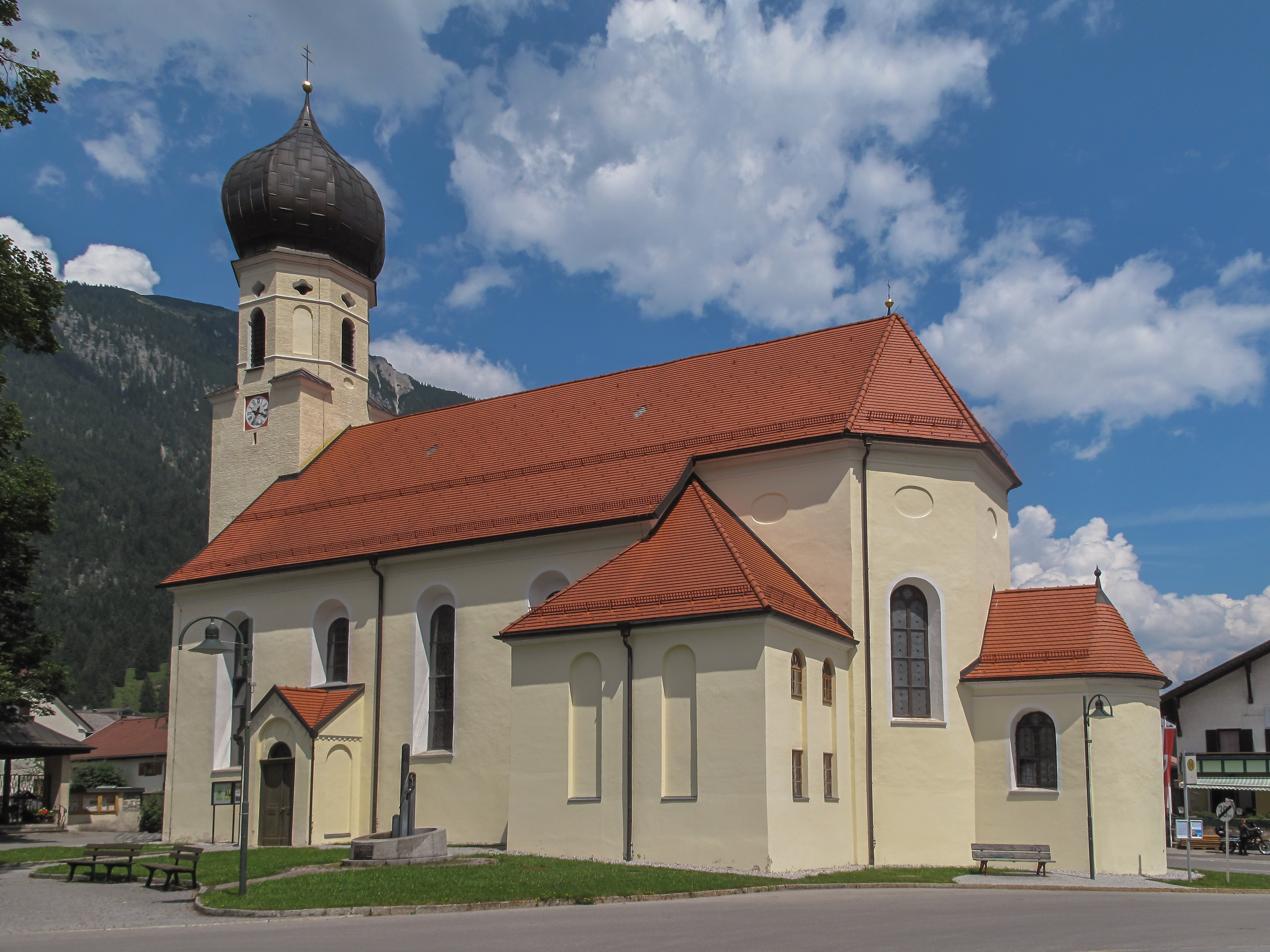
Pfarrkirche Weißenbach am Lech

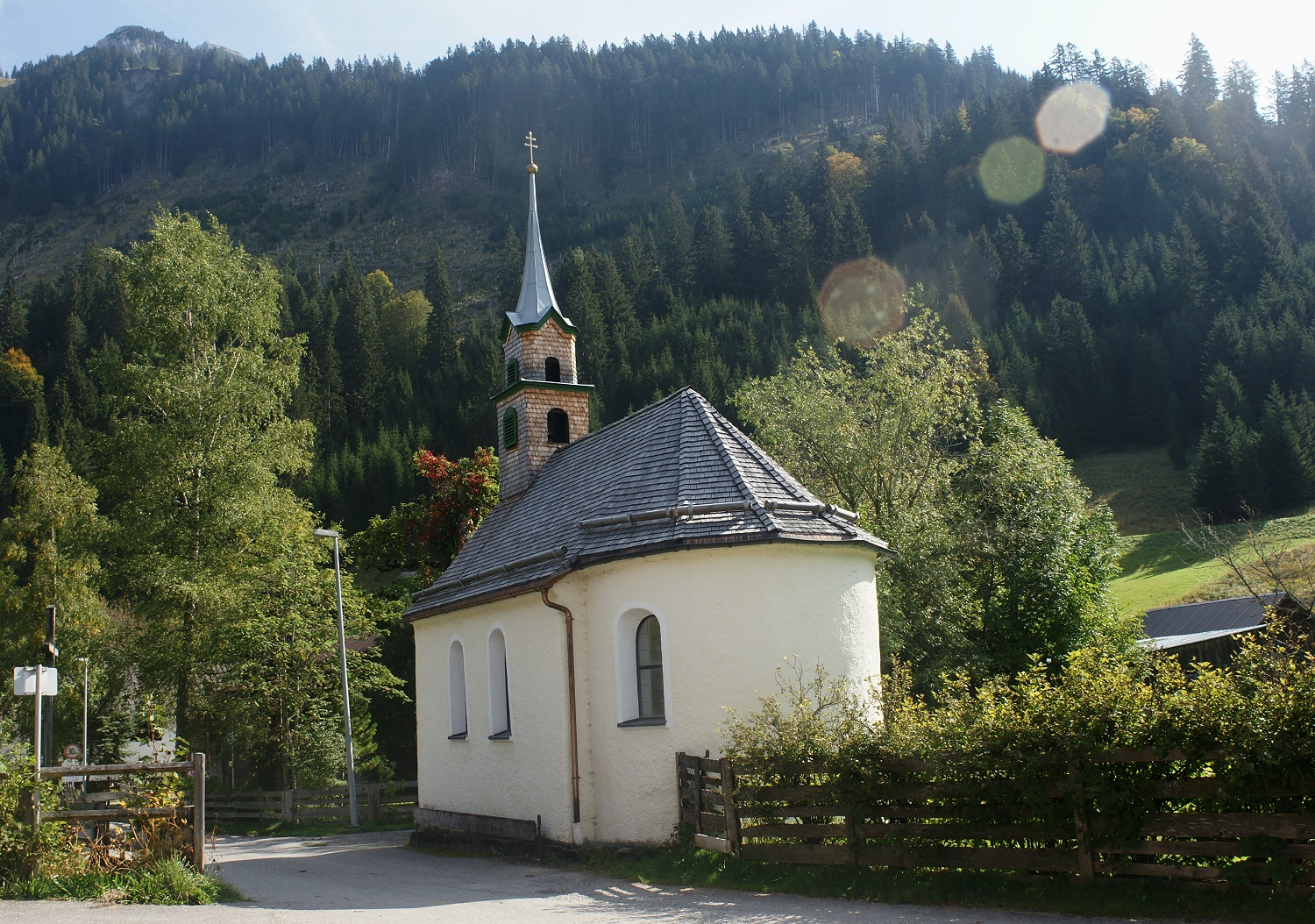
Kapelle Maria Heimsuchung

- Katholische Pfarrkirche Weißenbach am Lech hl. Sebastian
- Kapelle Mariä Heimsuchung in Gaicht

## Wirtschaft und Infrastruktur

### Wirtschaftssektoren
Durch die Nähe zur Bezirkshauptstadt Reutte haben sich einige Industrie- und Gewerbegebiete im Ort niedergelassen. Eine Besonderheit ist das einzige abbauwürdige Gipsvorkommen Tirols am Gaichtpass. Das Mineral wird noch vor Ort zu Stuck- und Baugips verarbeitet.
Von den 38 landwirtschaftlichen Betrieben des Jahres 2010 waren 29 Nebenerwerbsbetriebe. Diese bewirtschafteten fast neunzig Prozent der Flächen. Der größte Arbeitgeber im Produktionssektor war die Bauwirtschaft, sie beschäftigte über sechzig Prozent der 73 Erwerbstätigen. Im Dienstleistungssektor arbeiteten mehr als ein Viertel der Angestellten im Handel, etwas weniger in sozialen und öffentlichen Diensten.
| Wirtschaftssektor            | Anzahl Betriebe | Anzahl Betriebe | Erwerbstätige | Erwerbstätige |
| Wirtschaftssektor            | 2011            | 2001            | 2011          | 2001          |
| ---------------------------- | --------------- | --------------- | ------------- | ------------- |
| Land- und Forstwirtschaft 1) | 38              | 41              | 15            | 7             |
| Produktion                   | 16              | 12              | 73            | 98            |
| Dienstleistung               | 63              | 48              | 155           | 146           |

1) Betriebe mit Fläche in den Jahren 2010 und 1999

### Verkehr
Eine Umfahrungsstraße entlastet Weißenbach vom Verkehr durch das Lechtal.

## Politik

### Gemeinderat
Die Gemeindevertretung besteht aus 13 Mandataren.
| Partei                                    | 2010 | 2010    | 2016 | 2016    | 2022 | 2022    |
| Partei                                    | %    | Mandate | %    | Mandate | %    | Mandate |
| ----------------------------------------- | ---- | ------- | ---- | ------- | ---- | ------- |
| Freie Wählergemeinschaft Weißenbach       | 39,7 |         | 75,0 | 10      |      |         |
| Bürger und Bauern                         | 16,0 |         | 25,0 | 3       |      |         |
| Gemeinsam für ein lebenswertes Weißenbach | 22,5 |         |      |         |      |         |
| Miteinander für Weißenbach                | 21,8 |         |      |         | 100  | 13      |

### Bürgermeister
Bürgermeister von Weißenbach am Lech ist Harald Schwarzenbrunner.

### Wappen
Das auf der linken Seite dargestellte silberne Wellenfeld steht für den Gemeindenamen Weißenbach. Das Einhorn weist auf die frühere Zugehörigkeit zum Gericht Aschau hin, das dieses im Schild geführt hat.

## Persönlichkeiten
- Emil Kerle (1877–1961), Maler
- Elmar Trenkwalder (* 1959), Bildhauer

## Galerie

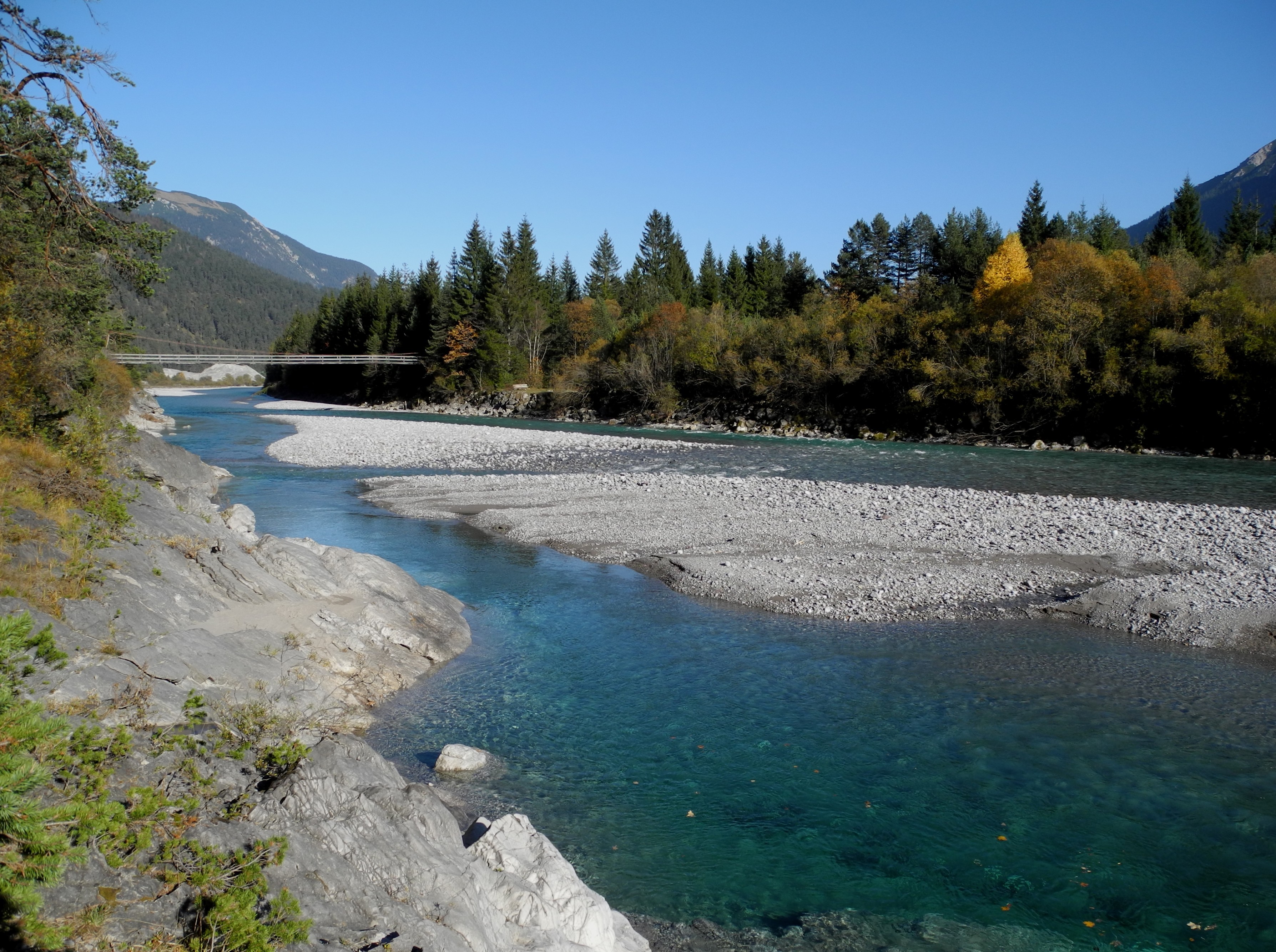
Der Lech bei Weißenbach
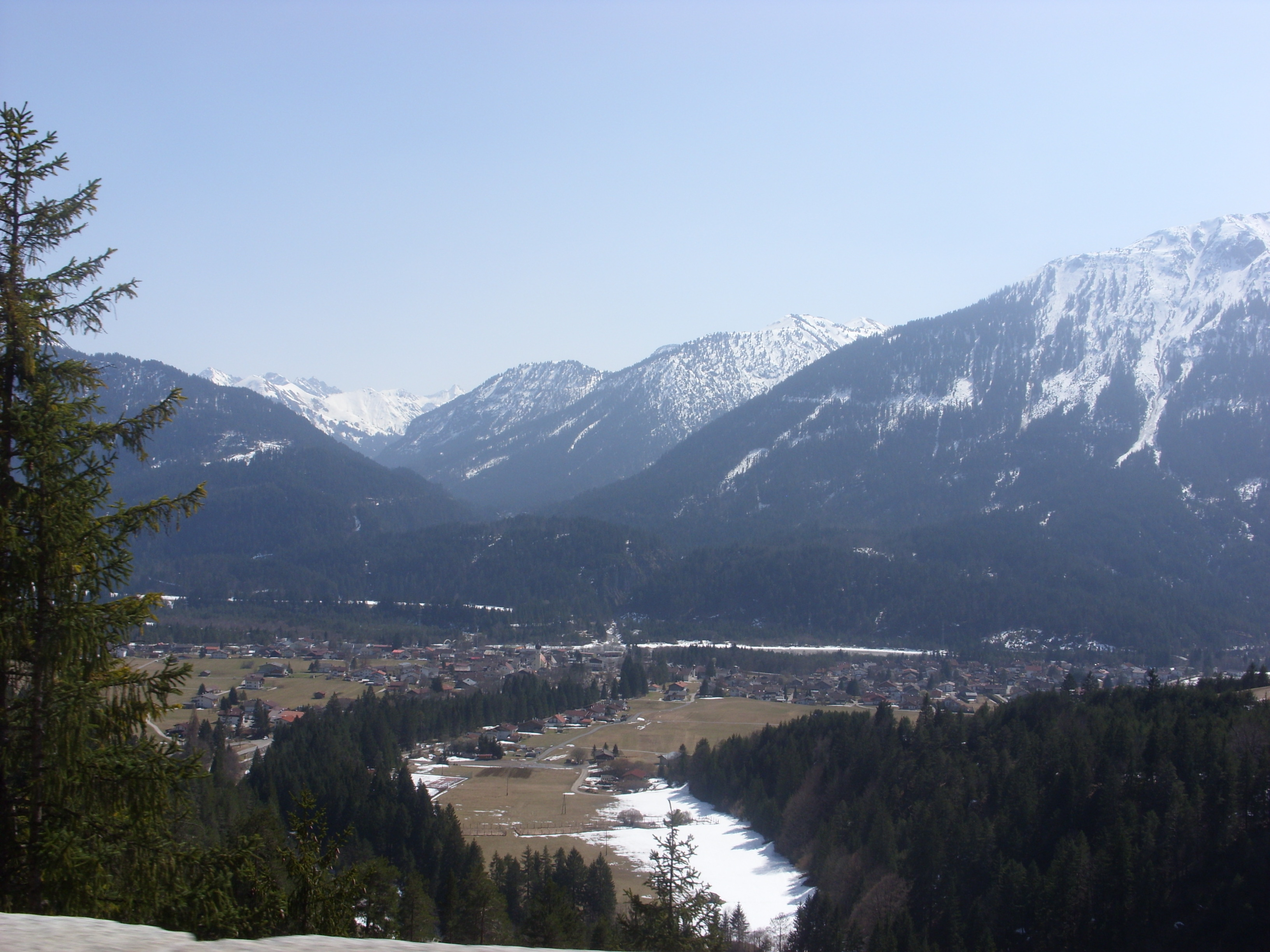
Weißenbach vom Gaichtpass
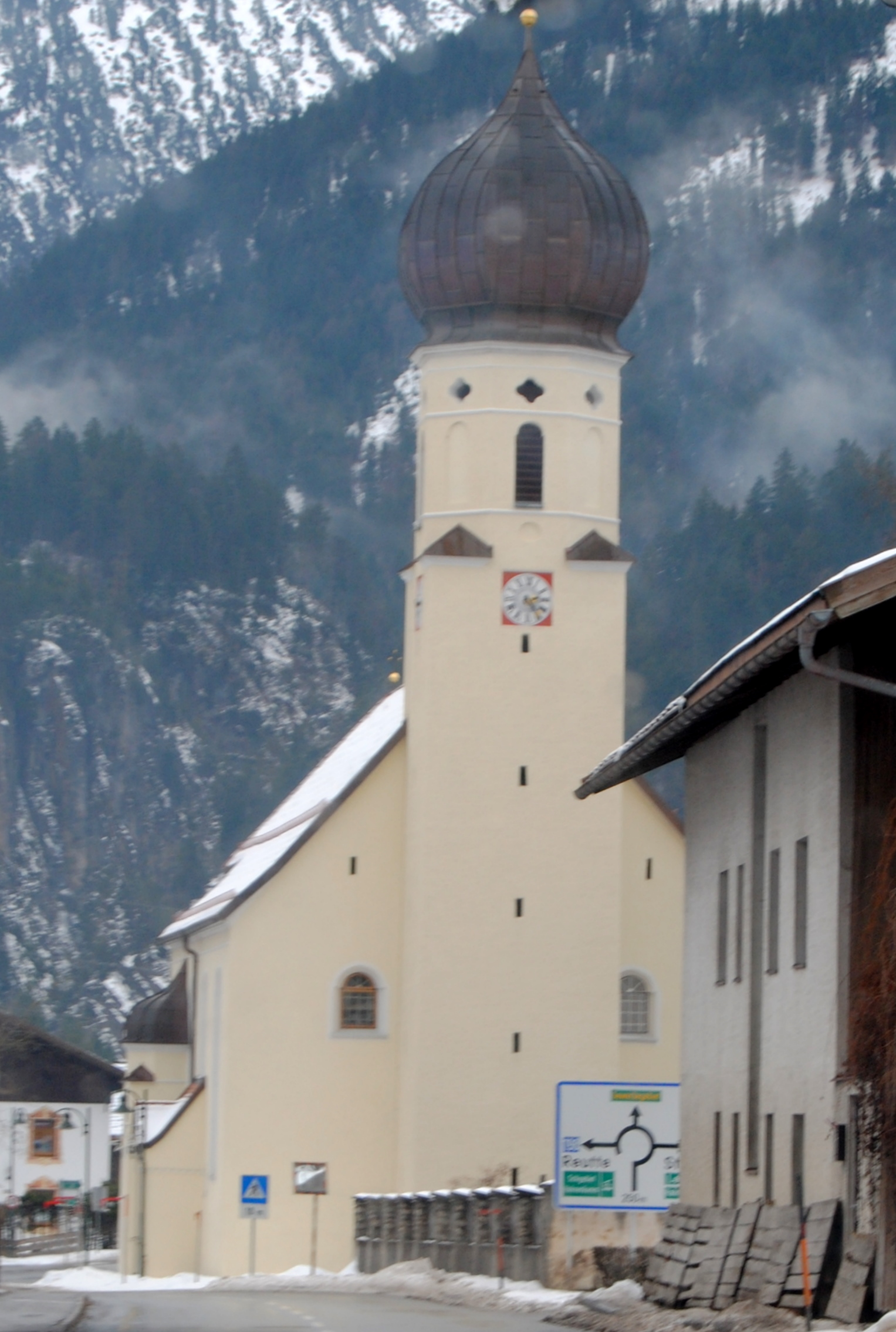
Die Pfarrkirche St. Sebastian